# Jin Shujiao
Jin Shujiao – chińska judoczka.
Zajęła trzecie miejsce w drużynie na mistrzostwach świata w 1998. Startowała w Pucharze Świata w latach 1996, 1997, 1999 i 2000. Brązowa medalistka mistrzostw Azji w 1996 i 1999. Trzeci na MŚ juniorów w 1994 roku.